# Rainer Winz

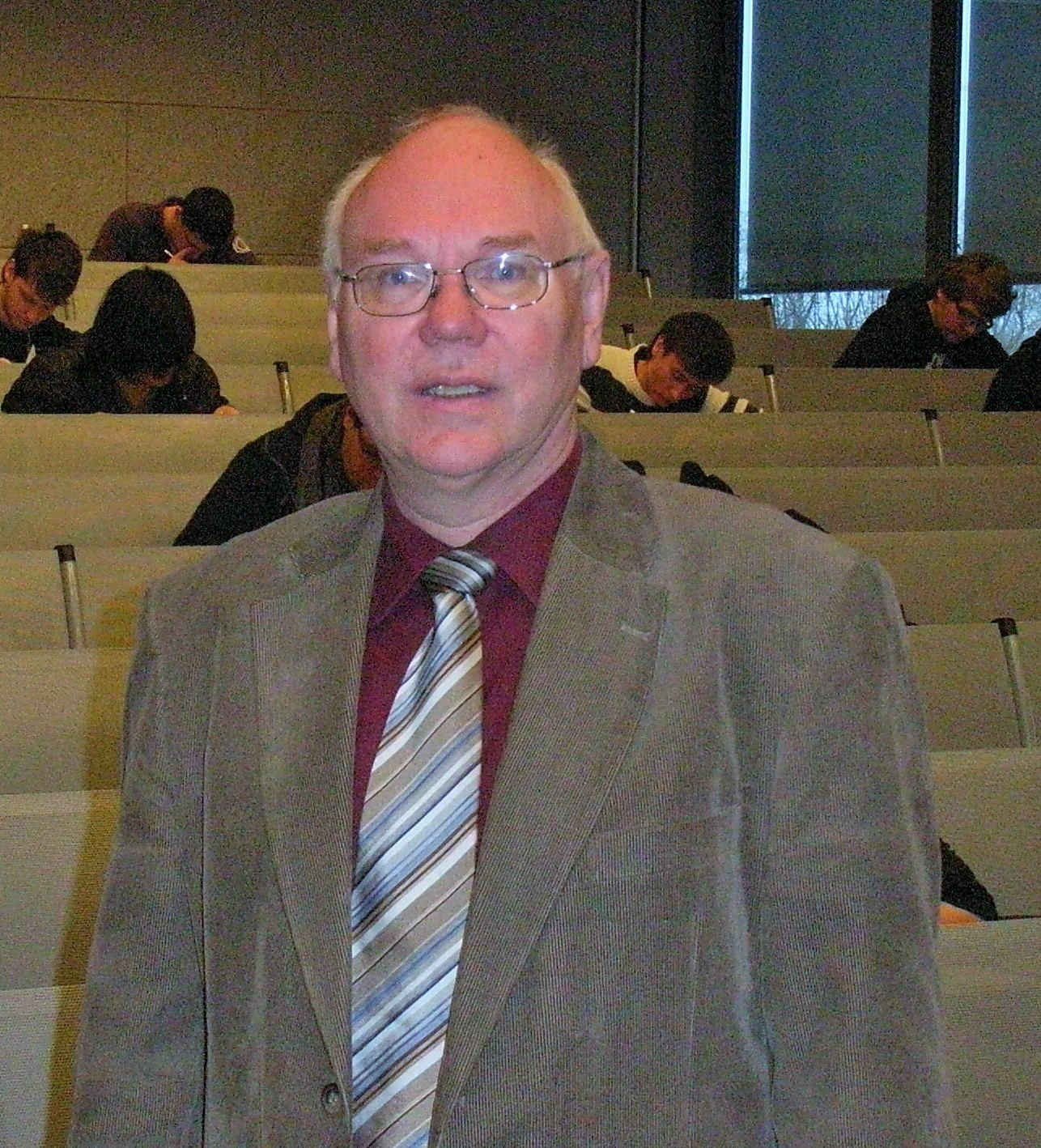
Rainer Winz

Rainer Winz (* 1. Februar 1950 in Duisburg) ist ein deutscher Ingenieur und Professor für Prozessdatenverarbeitung und Betriebssysteme.

## Leben
Rainer Winz wurde in Duisburg geboren. Sein Vater Rudolf Winz war hier als Vertreter tätig, seine Mutter Christel Winz als Sekretärin. Hier besuchte er seit 1956 eine Grundschule und danach das Steinbart-Gymnasium, wo er 1968 sein Abitur ablegte.
Nach einem Wehrdienst bei der Luftwaffe nahm er im Jahre 1970 sein Studium der Elektrotechnik an der damals neu gegründeten Fakultät für Elektrotechnik der Ruhr-Universität Bochum auf und erlangte sein Vordiplom. Danach wechselte er zum Studium der Theoretischen Elektrotechnik an die TH Darmstadt, und hier besuchte er auch Lehrveranstaltungen zur Automatisierungstechnik bei Winfried Oppelt, der zu den Vätern der Regelungstechnik im deutschsprachigen Raum gehört.  Winz erlangte im Jahre 1975 seinen Abschluss als Diplom-Ingenieur.
Erste Berufserfahrungen als Inbetriebnahmeingenieur für Industrieanlagen sammelte er bei dem namhaften Elektrokonzern Brown Boweri & Cie, der sich später durch Fusion mit dem schwedischen Elektro- und Roboterunternehmen ASEA zum zweitgrößten Elektrokonzern ABB neben Siemens auf dem deutschen Markt entwickelte. Sein Einsatz erfolgte damals bereits auf internationaler Ebene in Südafrika in der Industrieregion Johannesburg bei der Inbetriebnahme des in diesem Land erstmals eingesetzten elektrisch betriebenen Hochofengebläses mit einem 30 MW Synchronmotor bei dem Unternehmen ISCOR Steel Vanderbijlpark.
Seine Promotion erlangte er im Jahre 1979 nach Betreuung am Lehrstuhl von Wilhelm Müller an der TH Darmstadt mit der Entwicklung einer Methode zur numerischen Lösung der Maxwell-Gleichungen mit dem Prädikat „summa cum laude“. Damit wurde erstmals das Problem der nichtlinearen, 3-dimensionalen Gleichungen auf numerischem Wege unter Einsatz zeitgemäßer Rechentechnik gelöst. Mit seinen Arbeitsergebnissen eröffnete Winz für die ingenieurtechnische Nutzanwendung der Maxwell-Gleichungen neuartige Wege, insbesondere für die Auslegung von elektrischen Maschinen in den höheren Leistungsklassen.

## Elektro- und Automatisierungsingenieur in der Industrie
Nach dem Abschluss seiner Dissertation ging Winz in die Industrie. Er wurde ab 1979 zunächst bei der Firmengruppe Eckelmann Industrieautomation, die als traditionsreiches mittelständisches Unternehmen auf den Firmengründer Gerd Eckelmann zurückgeht, als Projektleiter wirksam. Später übernahm er hier die Aufgabe des Technischen Leiters der Tochterfirma in Wiesbaden im Firmenverbund.
Einen Schwerpunkt seiner Tätigkeit bildete die Entwicklung von Prozessrechnern, wobei eigene Hardwarelösungen und die zugehörige Software geschaffen wurden. Die Anwendungen dieser Prozessrechner zur Anlagenautomatisierung erfolgten überwiegend als Ersteinsätze für die produzierende Industrie. Als Beispiele sind hervorzuheben:
- Entwicklung von Prozessrechnern (Hard- und Software), die gemäß den NAMUR-Richtlinien, Zeitabläufe und Verfahrensschritte steuern und regeln, insbesondere für die chemische und verfahrenstechnische Industrie. Hierbei knüpfte er an Gedankengut an, das auf Martin Polke zurückgeht.[2]
- Entwicklung von Branchenlösungen mit der Integration von rezepturgesteuerten Verwiege- und Mischvorschriften mit der Maschinenfabrik Gustav Eirich für die Glasindustrie, Feuerfestindustrie, Sandaufbereitung in Gießereien, Betonmischwerke und Kalksandsteinwerke.
- Entwicklung der automatisierungstechnischen Voraussetzungen für die speziellen Anforderungen der keramischen Industrie, so dass Keramik-Technologen ohne Programmierkenntnisse die Luftzugregelung, Temperaturprofile und Reduktionszonen vorgeben können.
- Als Reaktion auf immer schärfere Umweltvorschriften die Entwicklung von Prozessrechnern speziell für die Vakuum-Mischtechnik; Integration von Temperaturregelung und Materialaufbereitung, und durch Steuerung eines geschlossenen Kreislaufs der Lösungsmittel keine Emissionen mehr von Lösungsmittel-Dämpfen.
- Ablösung der analogen Regelungstechnik im Kalt- und Warmwalzwerk durch Prozessrechner auf Multibus II-Basis mit Echtzeit-Multitasking-Betriebssystem iRMX bei SMS-Schloemann-Siemag und dem österreichischen Anlagenbauer Voest-Alpine, etwa 40 Endkunden, z. B. Arcelor (Lothringen), NUCOR Steel (Indiana), Kaltwalzwerk Eisenhüttenstadt.
- Entwicklung von rechnerunterstützten medizinischen Diagnosesystemen bei der Firma Boehringer Mannheim.
- Im Jahre 1985 wirkte Winz bei der Inbetriebnahme der Automatisierungsanlage für die Misch- und Verwiegetechnik einer Glashütte in Luoyang, Volksrepublik China mit. Hierbei handelte es sich um die erste Produktionsanlage in China für Windschutzscheiben für die Automobilindustrie. Daher waren gegenüber normalem Fensterglas deutlich höhere Anforderungen an die automatische Steuerung hinsichtlich der Genauigkeit der Verwiegung sowie der Homogenität des aufbereiteten Gemenges zu erfüllen, was an das Inbetriebnahmeteam einerseits höhere Anforderungen stellte, aber gleichzeitig einen hohen fachlichen Erfahrungsgewinn für Winz auf internationaler Ebene bedeutete.

Winz war weiterhin im Jahre 1996 bei der Münchener Wertpapierdruckerei Giesecke & Devrient im Bereich der Chipkartentechnologie tätig. Aus diesen Arbeiten sind Erfahrungen auf einem anderen Gebiet der Prozessdatenverarbeitung erwachsen.

## Professor für Prozessdatenverarbeitung

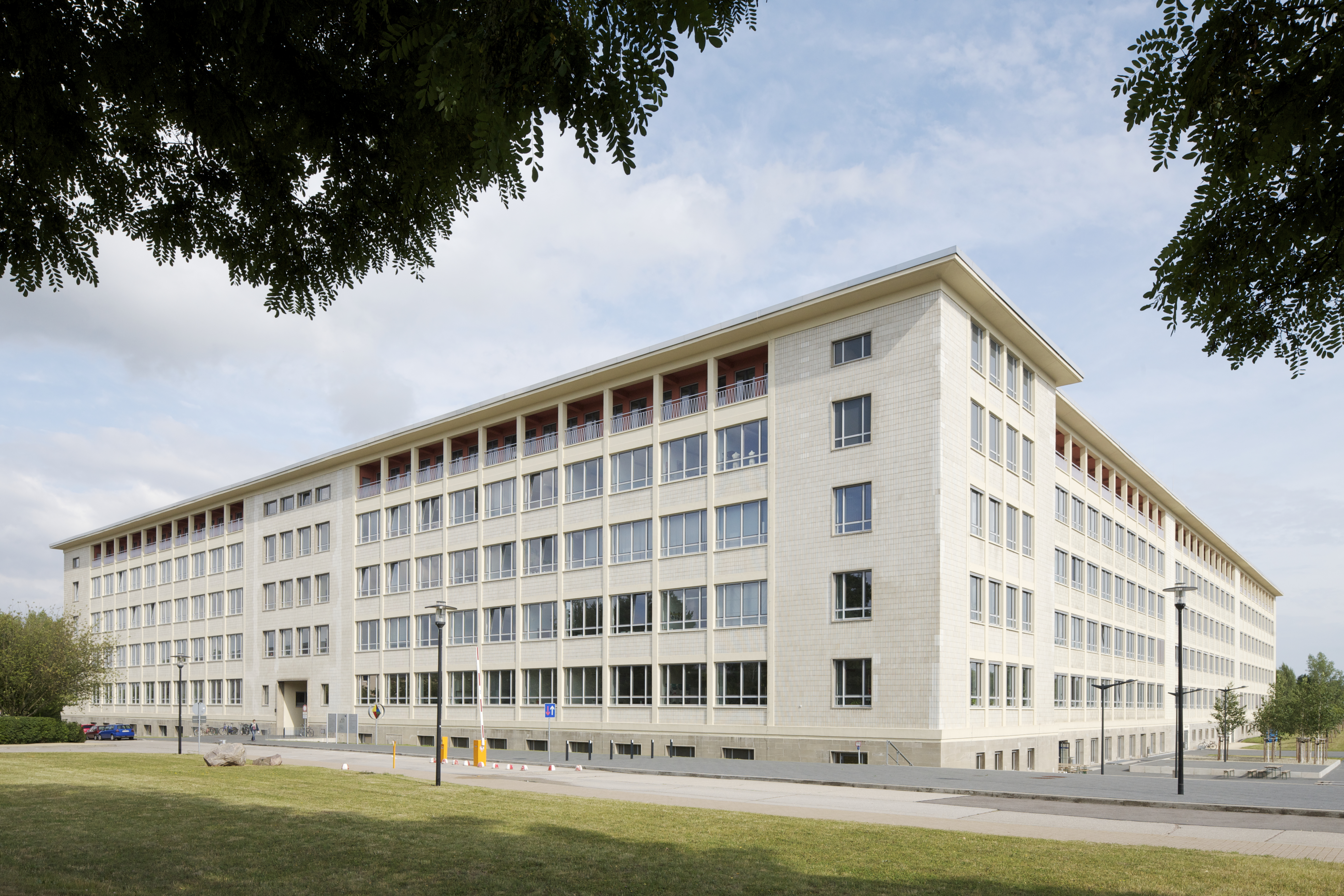
Hochschule Merseburg – Hauptgebäude auf dem Campus

Im Dezember 1996 wurde Winz zum Professor für Betriebssysteme und Prozessdatenverarbeitung im Fachbereich Informatik und Angewandte Naturwissenschaften (INW) der Hochschule Merseburg nach Sachsen-Anhalt berufen (Rektorin: Johanna Wanka).
Die Hochschullehre von Winz umfasste u. a. Vorlesungen auf den Gebieten Betriebssystemtechnologie, Prozessdatenverarbeitung, Computer Integrated Manufacturing (CIM), Echtzeitbetriebssysteme und Grundlagen der Mikroprozessortechnik für Elektroingenieure, Physiker und Mechatroniker. Hierbei hat er auch die Ausbildung von Diplom-Ingenieuren in der im deutschsprachigen Raum eher seltenen Spezialisierung für Automatisierungsanlagen für verfahrenstechnische Prozesse maßgeblich mitgestaltet.
In Kooperation mit seinen Professorenkollegen Werner Kriesel, Frank Sokollik, Peter Helm und Tatjana Lange sind hierzu Praktikumseinrichtungen auf dem Niveau von industrienahen automatisierten Anlagen der Verfahrenstechnik und der Klimatechnik entstanden, die ein Alleinstellungsmerkmal gegenüber vergleichbaren Hochschuleinrichtungen im deutschsprachigen Raum darstellen und gleichzeitig für Forschungsarbeiten genutzt werden. Hierbei entstanden auch enge Fachkontakte zu Dominik Surek, dem Leiter des An-Instituts Fluid- und Pumpentechnik (FPT), und er kooperierte auch mit dem Mechatroniker Manfred Lohöfener, der später zum Dekan des Fachbereiches INW gewählt wurde.
Winz bearbeitete als Hochschullehrer in seinen Forschungsarbeiten eine Reihe von Wissenschaftsgebieten. Er entwickelte eine eigenständige industrienahe Forschungstätigkeit mit mehreren Partnern. Für neuartige Verfahren zur computerbasierten Regelung und Steuerung entstanden praxistaugliche Lösungen, die auch an den eigens geschaffenen industrienahen hochautomatisierten Anlagen zur Dauererprobung eingesetzt wurden. Hervorzuheben sind hier insbesondere:
- die Entwicklung eines schnellen Multitasking-Kernels mit Task-Wechselzeiten im kleinen Nanosekundenbereich
- die Entwicklung einer Methode zur Vermeidung von Deadlocks in Multitasking-Echtzeitsystemen mit geringem Overhead während der Laufzeit (40 Mikrosekunden auf einem 800 MHz Pentium-Prozessor).

Seit 2009 widmet er sich der Arbeit an einem umfassenden Kompendium der Erneuerbaren Energien in Zusammenarbeit mit dem Buchverlag der Frankfurter Allgemeinen Zeitung (FAZ) und der Fraunhofer-Allianz Energie. Hier ist er als Autor sowie als Koordinator der wissenschaftlichen Artikel und als Mitherausgeber tätig.
Seine wissenschaftlichen Veröffentlichungen umfassen neben nationalen und internationalen Fachvorträgen die Beteiligung an mehreren Buchpublikationen sowie über 25 Artikel in Fachzeitschriften. Im Zeitraum seiner Professorentätigkeit betreute er mehr als 100 Graduierungsarbeiten für Abschlüsse als Diplom-Ingenieur, Bachelor und Master.
Winz war an der Akademischen Selbstverwaltung der Hochschule beteiligt: drei Wahlperioden (2001–2013) gehörte er dem Akademischen Senat an, weitere drei Wahlperioden (ebenfalls 2001–2013) arbeitete er im Fachbereichsrat, eine Wahlperiode (1998–2000) im Konzil der Hochschule. Im Senat wirkte er durch seine Mitarbeit bei der Umstrukturierung und Zusammenlegung von Fachbereichen sowie insbesondere bei der Integration der Potentiale von Elektrotechnik, Informatik und Mathematik zur Profilierung der Hochschule. Im Konzil wirkte er bei der Erarbeitung einer neuen Grundordnung der Hochschule mit, wobei er insbesondere auf die Straffung der Verantwortlichkeiten aktiv hingewirkt hat. Er erkannte aber sehr bald, dass dem Konzil keine permanenten Aufgaben oblagen, und daher setzte er sich mit Erfolg für die Abschaffung des Konzils ein.

## Veröffentlichungen (Auswahl)
- Irridation in a slotted Half Space and Diffraction by a slit in a Thick Screen. Nachrichtentechnische Zeitung. Jg. 29, H. 5, 1976, S. 401–405 (mit Heino Henke und Henning Früchting).
- A Computer Program for Calculating Stationary 2- or 3-Dimensional nonlinear magnetic or electric field or temperature distribution. Proceedings of the international conference on electrical machines, Sept. 11 – 13, 1978, Brussels (mit Wilhelm Müller).
- Untersuchung des magnetischen Kreises der Asynchronmaschine mittels numerischer Feldberechnung und Vergleich mit der klassischen Rechenmethode. Dissertation am Fachbereich Elektrische Energietechnik der Technischen Hochschule Darmstadt 1979.
- Diffraction by a flanged parallel plate and a slit in a thick screen. Radio Science. Vol. 14, Nr. 1, 1979, pages 11–18 (mit Heino Henke und Henning Früchting).
- Numerical Solution of 2- or 3-Dimensional Nonlinear Field Problems by Means of the Computer Program PROFI. Archiv für Elektrotechnik. Jg. 65, 1982, S. 299–307 (mit Wilhelm Müller et al).
- Der PC in der Verfahrenstechnik. Verfahrenstechnik. Nr. 11, 1990, S. 64–70.
- Fallbeispiele für die Auswahl von Echtzeit-Betriebssystemen. Elektronik. Nr. 11, 1992.
- Fallbeispiele für PC-gestützte Leitsysteme. VDI-Verlag, Düsseldorf, VDI-Berichte Nr. 1077, 1993.
- Economic Optimisation Techniques in Plant Maintenance. 5th European Concurrent Engineering Conference April 26-29, 1998, Nürnberg, S. 126–130 (mit Martin Moltrecht).
- Vermeidung von Deadlocks in Echtzeit-Betriebssystemen. Elektronik. Nr. 20, 2004, S. 48–53 (mit Jörg Seeländer, Carsten Richter).
- Preemptives und kooperatives Scheduling – eine Synthese. Elektronik. Nr. 25, 2005, S. 60–64.
- Erneuerbare Energien: Das Studium an Hochschulen und Universitäten. In: Kompendium Erneuerbare Energien. FAZ-Institut, Frankfurt a. M. 2010 (mit Wolf D. Franke).
- Optimierung des Kosten-Nutzen-Verhältnisses bei der Entwicklung einer Pilotanlage – Eine Fallstudie. In: Kompendium Erneuerbare Energien. FAZ-Institut, Frankfurt a. M. 2010, ISBN 3-8998-121-58.
- Kompendium der Erneuerbaren Energien. FAZ-Institut, Frankfurt a. M. 2010 (wissenschaftliche Begleitung).
- Hrsg.: Kompendium der Erneuerbaren Energien. FAZ-Institut, Frankfurt a. M. 2012, ISBN 978-3-89981-254-1 (mit Wolf D. Franke).
- Das Potential von Solarsystemen in der Automobilindustrie. In: Kompendium Erneuerbare Energien. FAZ-Institut, Frankfurt a. M., 2. Auflage 2012, ISBN 978-3-89981-254-1 (mit Reinhard Wecker).